# Schwiegelshohn
Das Gut Schwiegelshohn war ein bäuerliches Anwesen im Königsforst im Stadtteil Bockenberg der Stadt Bergisch Gladbach unmittelbar an der Grenze zu Rösrath. Das seit dem Mittelalter bestehende Gut wurde 1888 an ein Holzhandelsunternehmen verkauft. Die Firma übertrug es 1889 tauschweise an die preußische Forstverwaltung. Diese löste die Hofstelle auf; durch Anpflanzung von Bäumen wurde sie zu einem Teil des Waldes gemacht.

## Frühe Geschichte
Bodenfunde weisen eine Existenz des Gutes bereits im 14. Jahrhundert nach. Eine erste schriftliche, jedoch in ihrer Zuordnung noch unsichere Erwähnung, findet „Swychmanshaen“ in einer Urkunde der adligen Familie Nesselrode von 1477. Drei Brüder Nesselrode vereinbarten die Teilung ihres Erbes, zu dem unter anderem auch dieses Gut gehörte.

## 1586–1890
Nähere und eindeutige Angaben wurden in einem Kaufvertrag vom 18. Oktober 1586 gemacht. Der Vertrag wurde zwischen den Eheleuten Johann Pampus und Margarethe Brambach als Verkäufer und den Eheleuten Melchior von Mülheim (junior) und Margaretha Kannegießer als Käufer abgeschlossen. Bei Pampus könnte es sich um einen entfernten Verwandten der Familie Nesselrode gehandelt haben. Die Käufer waren Mitglieder bekannter Kölner Familien. Die Größe des Gutes wurde 1586 mit 255 Morgen angegeben. Die Familie von Mülheim blieb bis 1776, also fast 200 Jahre Eigentümer von Schwiegelshohn. Der letzte Erbe Ignatz von Moers verkaufte den Hof 1776 an Friedrich Josef Haes.
Haes starb 1786. Seine Töchter verkauften das Gut im Jahr 1788 an Johann Josef Broicher, der den Hof bereits als Halbwinner bewirtschaftete.

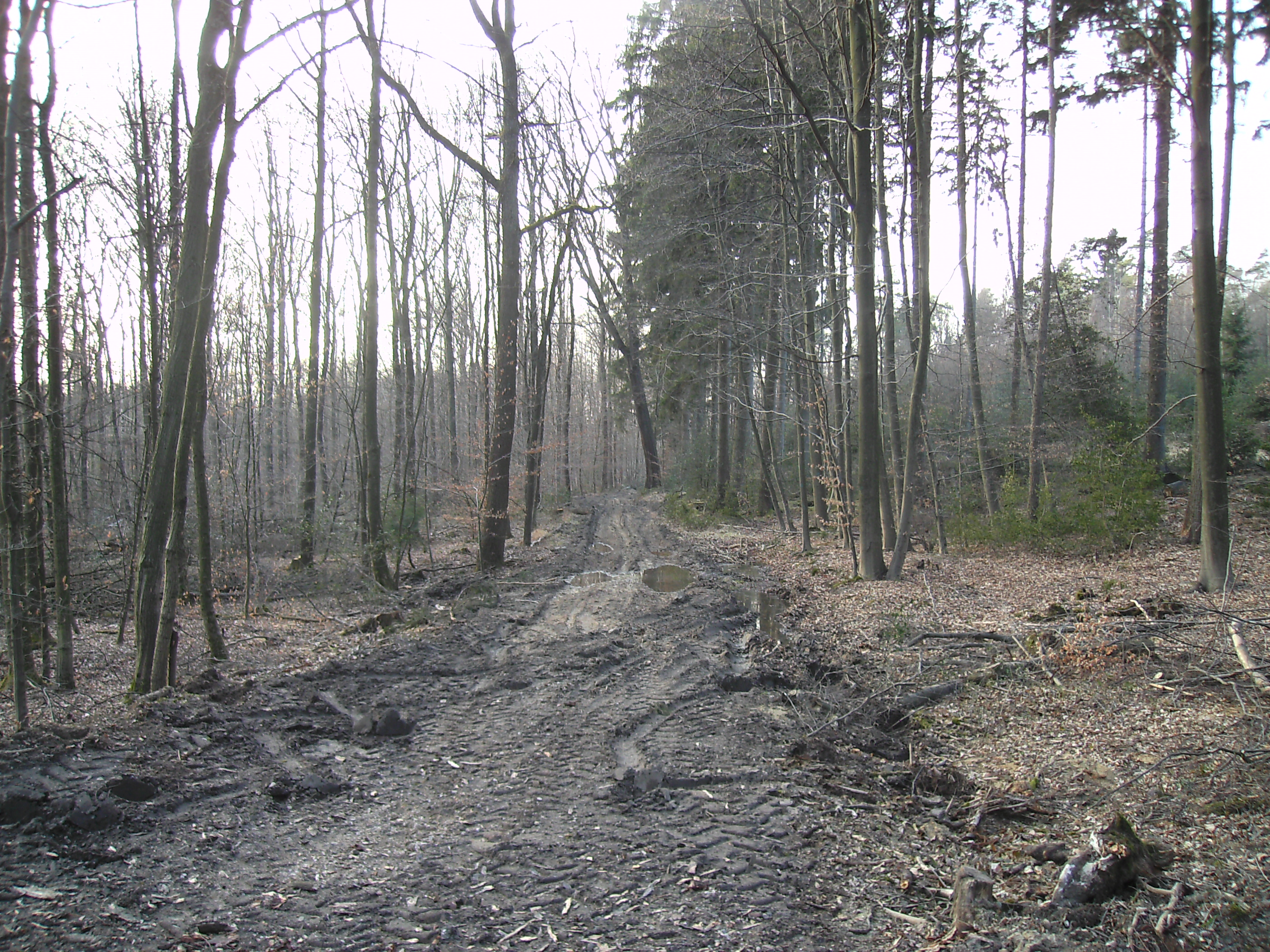
Ein Waldweg wie tausend andere: der Weg nach Schwiegelshohn

Johann Josef Broicher starb 1798 und hinterließ den Besitz seinen beiden Töchtern. Nach einer Erbauseinandersetzung wurde die älteste Tochter Anna Maria mit ihrem Ehemann Johannes Scharrenbroich Alleineigentümer von Schwiegelshohn. Um 1842/43 siedelten die Eheleute Scharrenbroich um auf das wenige Kilometer entfernte Gut Münchenberg, das sie 1839 gekauft hatten. Das Gut Schwiegelshohn blieb für ein Jahrhundert im Eigentum der Familie Scharrenbroich. 1888 verkaufte sie es an die Firma Theodor Berger, die es 1889 tauschweise an den Forstfiskus übertrug. Dieser wiederum verkaufte 1890 das Fachwerkhaus, das transloziert und in Forsbach wieder aufgebaut wurde.
Eine Abschrift des Kaufvertrages von 1586 – das Original dürfte sich im Besitz der Familie Pampus befinden – ist immer auf Schwiegelshohn geblieben, bei jedem Eigentümerwechsel weitergegeben worden und befindet sich im privaten Archiv der Familie Scharrenbroich.

## Die Sage
Der bergische Heimatdichter Vinzenz Jakob von Zuccalmaglio stellte in seiner Version einer weitverbreiteten Geschichte um den Kurfürsten Jan Wellem eine Verbindung zum Gut Schwiegelshohn her.
Jan Wellem, der allein auf der Jagd war, hatte sich im Königsforst verirrt. Nach mehreren Stunden kam er zu einem einsamen Bauernhof mitten im Wald. Die Bäuerin gab dem unbekannten Jägersmann zur Stärkung Erbsensuppe mit Speck, ein typisch bergisches Gericht. Dem Landesherren, ausgehungert wie er war, schmeckte es ausgezeichnet. Als er wieder in seiner Residenz Düsseldorf war, ließ er sich von seinem Koch ebenfalls Erbsensuppe mit Speck servieren. Sie schmeckte ihm aber längst nicht so gut. Also ließ er die Bäuerin holen. Jedoch auch ihre Suppe schmeckte dem Fürsten nicht so wie damals im Königsforst. Als er wissen wollte, warum ihm die Suppe bei der Bäuerin besser geschmeckt habe, antwortete diese: „Hunger ist der beste Koch.“
Diese Geschichte über den Kurfürsten ist im Bergischen Land lange Zeit sehr bekannt gewesen, da sie in Schulbüchern abgedruckt war.